# Большая Липня
Большая Липня — река во Владимирской области России, левый приток Клязьмы. Длина реки составляет 55 км, площадь водосборного бассейна — 272 км².

## Данные водного реестра
По данным государственного водного реестра России, относится к Окскому бассейновому округу. Речной бассейн — Ока, речной подбассейн — бассейны притоков Оки от Мокши до впадения в Волгу, водохозяйственный участок — Клязьма от города Орехово-Зуево до города Владимира.
По данным геоинформационной системы водохозяйственного районирования территории РФ, подготовленной Федеральным агентством водных ресурсов:
- Код водного объекта в государственном водном реестре — 09010300712110000031771
- Код по гидрологической изученности (ГИ) — 110003177
- Код бассейна — 09.01.03.007
- Номер тома по ГИ — 10
- Выпуск по ГИ — 0